# Festival de Cannes
El Festival de Cannes es un festival de cine de categoría A, celebrado anualmente en la ciudad francesa de Cannes, en la Riviera Francesa, Provenza-Alpes-Costa Azul. Está acreditado por la FIAPF, junto con los festivales de Berlín, San Sebastián, Mar del Plata, Karlovy Vary y Venecia, entre otros. Este festival, además de presentar filmes con presencia más independiente, también es el festival más importante de la industria europea del cine.
El Festival se fundó el 20 de septiembre de 1946 como un proyecto de Jean Zay, ministro de Educación Nacional y Bellas Artes del Frente Popular, y Albert Sarraut, ministro del Interior. Se ha convertido, a través de los años, en el festival de cine más publicitado del mundo, especialmente durante la ceremonia de apertura y el ascenso de los escalones: la alfombra roja y sus veinticuatro «marchas de gloria». El Festival también es muy criticado y fue el origen de varios escándalos o controversias que transmitieron revistas y periódicos, tanto franceses como extranjeros.
Cada año, durante la segunda quincena de mayo, cineastas, estrellas, profesionales de la industria cinematográfica (productores, distribuidores, vendedores internacionales...) y miles de periodistas acuden a Cannes. Las proyecciones principales tienen lugar en el Palais des Festivals et des Congrès, ubicado en el paseo de La Croisette.
Los productores y distribuidores usan el festival para encontrar socios que financien sus proyectos de futuras películas, o para vender las obras ya producidas a los distribuidores y las televisiones de todo el mundo.
Este festival, originalmente un simple evento turístico de carácter social, fue creado para recompensar a la mejor película, al mejor director, al mejor actor y a la mejor actriz de una competencia internacional de cine. Más tarde, aparecieron otros premios otorgados por un jurado formado por profesionales, artistas e intelectuales.

## Historia del festival

### Orígenes

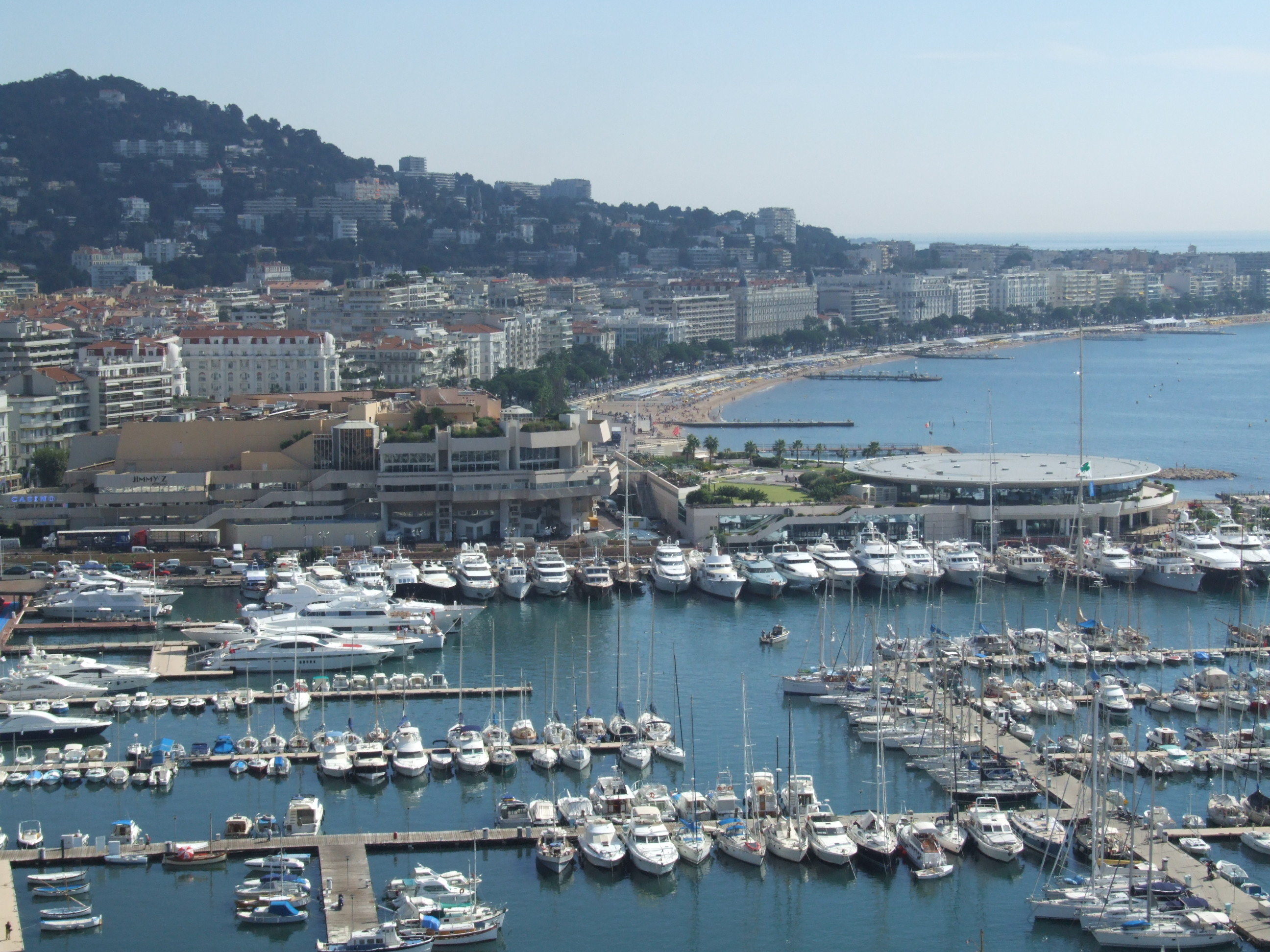
Ciudad de Cannes sede oficial del festival

Desde la Exposición Universal de 1937, Francia ha sentido el deseo de consolidar su prestigio cultural organizando una competencia internacional de cine. A finales de la década de 1930, conmocionados por la influencia de los gobiernos fascistas de Alemania e Italia en la selección de películas del Festival de Cine de Venecia -inaugurado en agosto de 1938 por el Dr. Joseph Goebbels, Philippe Erlanger (Director de la Asociación Francesa de acción artística), y los críticos de cine Émile Vuillermoz y René Jeanne (los tres miembros del jurado internacional del Festival de cine de Venecia) le comentan a Jean Zay, Ministro de Educación y Bellas Artes, la idea de un festival de cine internacional políticamente independiente. 
Se pueden buscar las raíces en el festival en la Venecia de 1938, donde se organizó el primer festival internacional de cine. En aquella época el acontecimiento tenía mucho más que ver con rivalidades nacionalistas que con las películas en sí. La Segunda Guerra Mundial se acercaba, y en Venecia se empezaba a favorecer las filmografías alemana e italiana. En 1938 todo el mundo esperaba que La gran ilusión de Jean Renoir se llevara el gran premio en Venecia, pero la Coppa Mussolini fue ex aequo para Olympia (de Leni Riefenstahl) y la película italiana Luciano Serra pilota (de Goffredo Alessandrini). Los franceses se marcharon iracundos del festival, así como los representantes británicos y estadounidenses, en protesta por la irrupción de la política en el arte.
Jean Zay, interesado por la propuesta, da una respuesta favorable en diciembre de 1938 y es alentado por los estadounidenses y los británicos que boicotearon el Festival de Cine de Venecia: Harold Smith, representante de la Motion Picture Association of America en París, y Neville Kearney, delegado oficial del cine británico en Francia, se comprometen a apoyar este "festival del mundo libre" y a traer estrellas allí. El festival es una asociación franco-estadounidense que crea el mayor mercado de cine del mundo. Varias ciudades son candidatas, incluidas Aix-les-Bains, Argel, Biarritz, Lucerna, Ostende, Vichy y finalmente Cannes. El comité de coordinación formado por representantes de los diversos ministerios interesados por el festival, después de haber estudiado los activos de cada ciudad y enviado a sus representantes al sitio, finalmente eligen Cannes. Dos personalidades de Cannes, los directores de palacios Henri Gendre, propietario del Grand Hotel, y Jean Fillioux, propietario de Palm Beach, presentaron sus habitaciones, equipos y una sala de proyección con capacidad para mil espectadores. Además, la ciudad de Cannes se comprometió a aumentar su contribución financiera a 600.000 francos, poner a disposición del comité sus salas de recepción, y construir un palacio especialmente dedicado a la nota del festival.
En junio de 1939, Louis Lumière aceptó ser el presidente de la primera edición del Festival que tendría lugar del 1 al 20 de septiembre. Declaró que quería "alentar el desarrollo del arte cinematográfico en todas sus formas y crear un espíritu de colaboración entre los países productores de películas". La selección francesa incluye Ángeles del infierno de Christian-Jaque, Carros fantasma de Julien Duvivier, La Loi du Nord de Jacques Feyder, y Hombre de Níger de Baroncelli Jacques.
Entre las películas extranjeras incluyen El mago de Oz de Victor Fleming, Unión Pacífico de Cecil B. DeMille, Adiós Mr. Chips de Sam Wood, y Las cuatro plumas de Zoltan Korda.
En el mes de agosto, las estrellas se reúnen y la Metro-Goldwyn-Mayer alquila un trasatlántico para traerlas de Hollywood: Tyrone Power, Gary Cooper, Norma Shearer y George Raft. El 1 de septiembre, el día de la apertura, las tropas alemanas entran en Polonia y el Festival es cancelado.

### Comienzos del festival
El primer festival se lleva a cabo después de la guerra, del 20 de septiembre al 5 de octubre de 1946. En la siguiente década el festival había logrado hacerse un nombre, por lo que se decidió trasladar el evento de septiembre a abril. Por un lado, los festivales competidores de Venecia y Berlín se estaban celebrando unos meses antes, lo que hacía que Cannes se perdiera gran parte de las premieres. Por otro, la industria turística local no acababa de ver la conveniencia de celebrar un acontecimiento tan costoso cuando la temporada se acababa y la gente empezaba a marcharse.
Era cuestión de tiempo que el Festival de Cine de Cannes y el Festival de Cine de Venecia tuviesen lugar alternativamente cada año. El Festival es un éxito y los realizadores esperan una nueva edición en 1947. Cuando se da a conocer el acuerdo, es fuertemente criticado: algunos hablan de una "capitulación de Francia", según la revista La Technique Française.
El gobierno se niega a financiar un festival anual y el palacio de festivales es construido a toda prisa para ser la sede de la edición de 1947. Incluso hoy, la Federación de Asociaciones de Entretenimiento de la CGT forma parte de la Junta Directiva del Festival. Ese año, los organizadores del Festival deciden que el jurado se componga de un representante por país.
El Palacio de Festivales y Congresos de Cannes (también llamado Palais Croisette), se inauguró la noche del 1 de septiembre de 1947, y sería reemplazado por uno nuevo en 1983, gracias al alcalde de Cannes, el Dr. Raymond Picaud (hijo del Dr. André Picaud y Marthe Pabot du Chatelard).
Robert Favre se une a la gestión del Festival en 1947 y establece el principio de la Comisión de Selección: el National Film Centre debe proporcionar al comité de selección las fechas y regulaciones de los otros festivales internacionales especificando los plazos para el envío de las películas. Los productores son informados y pueden enviar sus películas a la Comisión, que luego realiza la selección. Estas películas deben cumplir con las reglas de censura de la época. Durante la Guerra Fría, la lista es aprobada por el Ministerio de Asuntos Exteriores de la Cinematografía. Por lo tanto, durante el año 1947, el Festival se está institucionalizando y encontrando su orientación en Europa, donde los festivales de cine se estaban multiplicando. El Festival no tuvo lugar en 1948, y tampoco en 1950 debido a problemas presupuestarios, tal vez debido a un contrato con el Festival de Cine de Venecia que los hizo tener lugar alternativamente cada dos años.
Desde 1951, el Festival se ha celebrado durante la primavera abandonando la idea de una fecha cercana a las del Festival de Cine de Venecia y el Festival de Locarno. La Palma de oro fue creada en 1955, por iniciativa de Robert Favre Le Bret, para reemplazar al "Gran Premio del Festival Internacional de Cine" que se otorga al director de la mejor película de la competencia. El Delegado General se reúne con el Consejo de Administración e invita a joyeros de toda Europa a presentar el trofeo de la Palma de oro. El consejo optó por un dibujo de Lucienne Lazon. La primera Palma se otorga ese mismo año a Delbert Mann por Marty. El Grand Prix toma su lugar desde 1964 hasta 1974, y luego desaparece para siempre dando paso a la Palma de Oro.
Desde la década de 1950, Cannes se convirtió en el mayor evento del cine mundial. Poco a poco, según deseos del crítico André Bazin, el festival está más preocupado por el cine, y menos por la socialización, el patriotismo y la diplomacia (hasta los años 1970, las embajadas presentaban las películas elegidas por su gobierno). Los principales cineastas presentaron sus obras más importantes: Roberto Rossellini, Federico Fellini, Ingmar Bergman, Elia Kazan, Joseph L. Mankiewicz, Robert Wise, William Wyler, Michelangelo Antonioni, Vittorio De Sica, Andrzej Wajda, Satyajit Ray, Luis Buñuel y Akira Kurosawa.
En 1954 se produjeron dos cambios que modificarían para siempre la imagen que Cannes daría al mundo. En primer lugar, la orfebre parisina Suzanne Lazon propuso la palma como motivo para el galardón principal. Fue Jean Cocteau quien se encargó de hacer un esbozo de lo que a partir del año siguiente se llamaría la Palme d’Or.
El segundo gran cambio fue la entrada de la sensualidad como parte integrante de la imagen del festival. Y es que durante una sesión fotográfica de Robert Mitchum, la actriz inglesa Simone Silva se quedó en topless y le pasó sus brazos alrededor del cuello. Ese momento ya sólo sería eclipsado por la gran Brigitte Bardot, quien a finales de los 50 tenía siempre una cita con la prensa en la playa.

### Los años sesenta y setenta

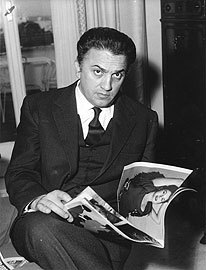
El director italiano Federico Fellini recibe la Palma de oro por la exitosa película La dolce vita

En sus comienzos, el Festival de Cannes era básicamente un acontecimiento para turistas y gente de alta sociedad mucho más interesada en las fiestas y el lujo que por las películas en sí. Sin embargo, a medida que la popularidad del festival crecía, se convirtió también en cita ineludible para la industria cinematográfica, que veía un marco ideal para hacer negocios y discutir nuevos proyectos. Así fue como en 1960 tuvo lugar el primer Marché du Film, convirtiéndose a partir de 1961 en parte integrante del festival.
A lo largo de los sesenta el festival se convirtió definitivamente en uno de los principales acontecimientos cinematográficos del año, otorgando galardones a Federico Fellini (La Dolce Vita), Michelangelo Antonioni (Blow-Up) y Luis Buñuel (Viridiana). En 1962 se organizó la primera Semaine International de la Critique, la primera sección paralela del festival. Y en 1965 Olivia de Havilland se convirtió en la primera mujer en presidir el jurado.
Pero antes del final de la década, contra todo pronóstico, el festival volvería a interrumpirse de nuevo. Las protestas de mayo del 68 sacudieron toda Francia. En Cannes todo había arrancado con normalidad otro año más, pero François Truffaut y Jean-Luc Godard, entre otros, exigieron que el festival fuera cancelado en solidaridad con las revueltas. De esas protestas nació la Quincena de realizadores, que rechazaba cualquier forma de censura o consideración política o diplomática, hecho que se convertiría en una nueva sección paralela a partir del año siguiente.
Los setenta trajeron cambios radicales. Hasta entonces habían sido los países quienes escogían los filmes que les representarían en el festival, pero en 1972 la junta directiva decidió cambiar las reglas: a partir de entonces sería el propio festival quien seleccionaría las películas de entre las producciones recientes de diferentes países. Ese sería el sistema que se impondría finalmente en la mayoría de certámenes cinematográficos hasta nuestros días.
En cuanto a los premiados, los setenta estuvieron plagados de autores estadounidenses, con una generación recién salida de las escuelas de cine. Hubo palmas de oro para Robert Altman por M*A*S*H (1970), The conversation de Francis Ford Coppola (1974), Taxi Driver de Martin Scorsese (1976), y de nuevo Coppola en 1979 por Apocalypse Now. Otros galardonados en los 70 fueron Louis Malle, Ridley Scott, Ingmar Bergman, Federico Fellini, John Borman y Miloš Forman.
En 1975 el presidente Maurice Bessey añadió una maraña de nuevas secciones paralelas: Les Yeux Fértiles (películas sobre otras artes), L’Air du Temps (películas sobre acontecimientos contemporáneos), y Le Passé Compose (películas sobre el mismo cine). En 1978 se reunieron todas esas secciones en una sola: Un Certain Regard, que llega hasta hoy.

### Cambios importantes
En 1969, Pierre-Henri Deleau creó la Quincena de los Directores, que dirigió durante treinta años. Este evento es creado para presentar películas extranjeras realizadas por cineastas no muy populares que no forman parte de la selección, siguiendo la máxima de "cine en libertad". Para su primera edición, el evento se organiza en solo dos meses, insuficiente para seleccionar todas las películas. Al final se proyectaron 62 largometrajes y 26 cortometrajes con accesibilidad para todo el mundo. La primera carga del machete, del cubano Manuel Octavio Gómez abre la primera edición de la Quincena de los Directores y recibe una mayor atención de los medios.
En 1977, la Quincena de los Directores es puesta por Henri Langlois, que murió el 13 de enero de 1977, en primer plano en el cartel del Festival. De 1981 a 1983, puso en marcha la sección Quincena, sin mucho éxito.
En 1972, Robert Favre Le Bret fue nombrado presidente y Maurice Bessy fue elegido delegado general. Antes de eso, las películas presentadas en el festival eran elegidas por los países. Maurice Bessy establece un comité de selección para Francia y otro para el cine internacional. Este sistema es problemático para la selección del Festival de Cine de Cannes de 1972. Al año siguiente, se inaugura la sección Perspectivas del cine francés, ahora extinta. Los mayores cambios tuvieron lugar en 1978.
Gilles Jacob llega al cargo de Delegado General del Festival y crea la Cámara de oro que recompensa la mejor primera película de todas las secciones a través de un jurado independiente. También prepara una nueva sección de la selección oficial: Una cierta mirada, que ayuda a las películas en los márgenes de la distribución. Una película gana entre 20 seleccionadas. Además, Gilles Jacob reduce la duración del Festival de 15 a 13 días (pasa luego a once días), y disminuye el número de películas seleccionadas. Bajo su dirección, el festival defiende la libertad de expresión y creación contra la voluntad de los regímenes autoritarios de imponer sus películas oficiales. También lucha contra la censura y la presión internacional. De hecho, los directores Carlos Saura, Luis García Berlanga y Juan Antonio Bardem participan contra las exigencias de la dictadura, y el georgiano Otar Iosseliani, es bien recibido por los asistentes al festival, evitando la ira de Moscú.

### Últimos años

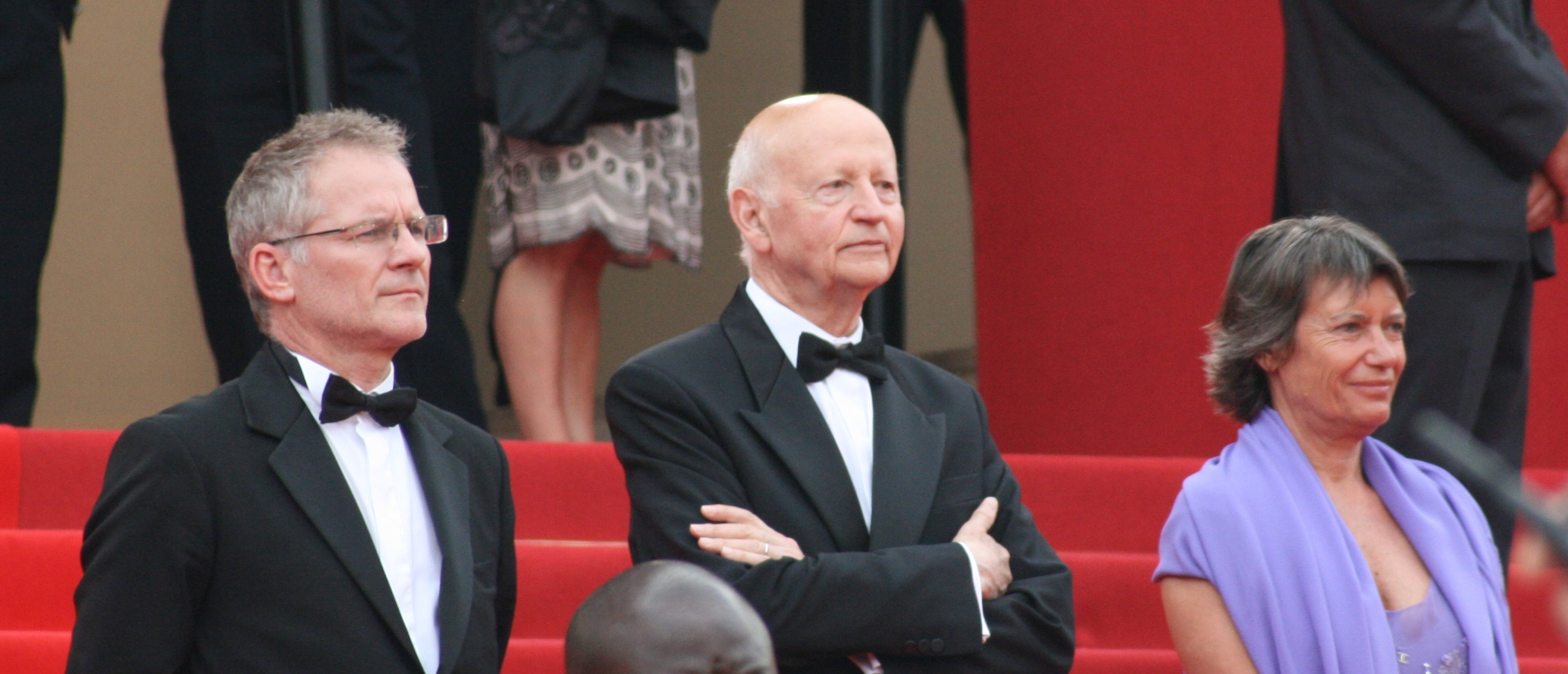
Thierry Frémaux, Gilles Jacob y Véronique Cayla dando la bienvenida a los invitados en el Festival de Cannes 2009.

El comienzo de la década de los ochenta estuvo marcado por el retorno del legendario director Akira Kurosawa. George Lucas y Francis Ford Coppola financiaron Kagemusha, que se repartió los honores en 1980 con All That Jazz, de Bob Fosse. A estas alturas, al festival se le había hecho pequeño el Palais Croisette, así que se demolió el edificio y se iniciaron las obras del faraónico Palais des Festivals. La nueva sede se inauguró en 1983, y compartiría su vocación cinematográfica con la organización de congresos. Ese año la ciudad de Cannes invitó a las mayores estrellas del momento para que dejaran las huellas de sus manos alrededor del que sería conocido desde entonces como el bunker.
En 1997, el festival cumplió medio siglo. Para celebrarlo, los ganadores de una Palma de Oro fueron invitados para aparecer en una gran foto de familia y así rendir tributo a los 50 años de películas en Cannes. Ingmar Bergman fue especialmente homenajeado con la entrega de una especial Palme des Palmes (Palma de Palmas) en reconocimiento a su carrera. A medida que se acerca el 2000, se internacionalizan los premios: a China (Chen Kaige por Adiós a mi concubina), Japón (Shohei Imamura por La anguila, Irán (Abbas Kiarostami por El sabor de las cerezas), y el Reino Unido (Mike Leigh por Secretos y mentiras).
Los últimos años han visto una gran variedad de películas: el musical rodado en DV Bailando en la oscuridad, de Lars von Trier; La habitación del hijo, de Nanni Moretti; El pianista, de Roman Polański; Elephant, de Gus Van Sant o Fahrenheit 9/11, de Michael Moore.
En el festival de 2011, el presidente del jurado calificador fue el actor estadounidense Robert De Niro.
La edición 2012 del festival tuvo lugar del 16 al 27 de mayo. El presidente del jurado fue el director italiano Nanni Moretti.
La edición 2013 del festival tuvo lugar del 15 al 26 de mayo. El presidente del jurado fue el director estadounidense Steven Spielberg.
Durante el mes de enero de 2014, el Consejo de Administración del Festival de Cannes seleccionó a Pierre Lescure como su nuevo presidente, el cual asumió sus funciones el 1 de julio de 2014.
En 2015, seleccionaron a los hermanos Coen como Presidentes del Jurado para los días 13 y 24 de mayo.
Para 2016, seleccionaron a George Miller como Presidente del Jurado entre los días 11 y 22 de mayo.
En 2017, Pedro Almodóvar fue presidente del Jurado para el 17 y 28 de mayo.
En 2018, del 8 al 19 de mayo, Cate Blanchett fue la seleccionada para ser la elegida como Presidenta.
Por último, en 2019, designaron al director mexicano Alejandro González Iñárritu como Presidente del Jurado del certamen francés.
Y finalmente, se iba a escoger a Spike Lee como Presidente del Jurado en la edición de 2020, pero el 10 de mayo se canceló por segunda vez en su historia debido a la pandemia provocada por el COVID-19, y por ende no se entregó la Palma de Oro, presentando sus películas en otros festivales.

## Organización

### Jurado
Antes del comienzo de cada evento, la junta directiva del Festival designa a los jurados que tienen la responsabilidad exclusiva de elegir qué películas recibirán un premio de Cannes. Los miembros del jurado se eligen entre una amplia gama de artistas internacionales, basados en su cuerpo de trabajo y el respeto de sus pares. El nombramiento del Presidente del Jurado se realiza tras varias propuestas anuales de gestión realizadas en otoño y presentadas a la junta directiva del Festival para su validación.

### Selección oficial

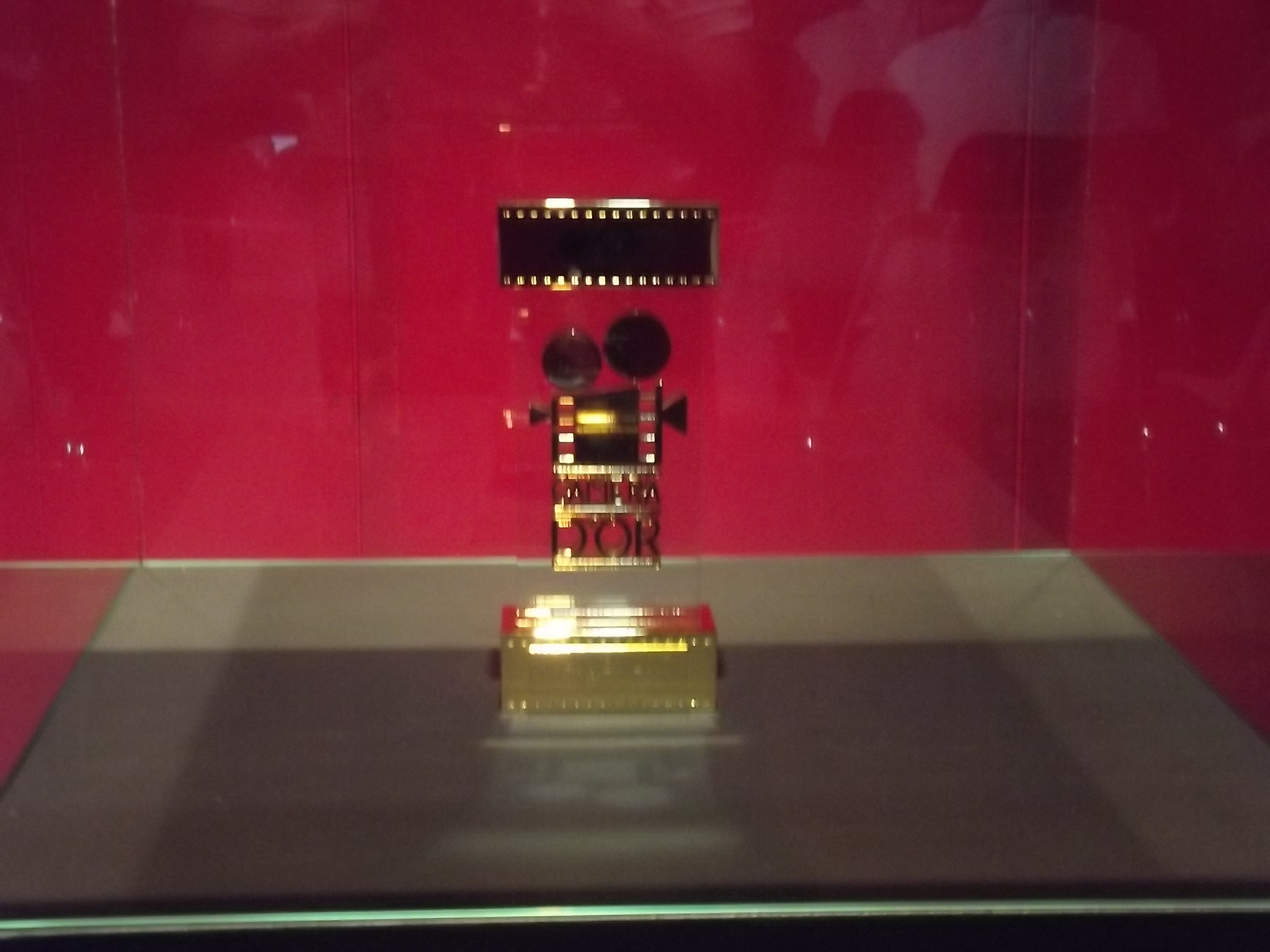
Cámara de oro otorgada a César Augusto Acevedo por su obra La tierra y la sombra.

- Largometrajes: un jurado internacional compuesto por un presidente y varias personalidades del cine o del arte que determinan los premios para los largometrajes en competición.
- Cinéfondation y cortometrajes: compuesto por un presidente y cuatro personalidades de la película. Concede el Short Film Palme d'Or y las tres mejores películas de la Cinéfondation.
- Un Certain Regard: compuesto por un presidente, periodistas, estudiantes de cine y profesionales de la industria. Concede el Premio Un Certain Regard a la mejor película y, además, puede honrar a otras dos películas.
- Cámara de oro: compuesto por un presidente, directores de cine, técnicos y críticos franceses e internacionales. Premian la mejor primera película entre las de la selección oficial, la Quincena de los Directores y la Semana de la Crítica.

El jurado se reúne anualmente en la histórica Villa Domergue para seleccionar a los ganadores.

### Semana de la crítica
La Semana de la crítica fue creada en 1962 por el Sindicato Francés de Críticos de Cine. Reúne a cientos de críticos y cada año da premios en diversos campos cinematográficos.
Esta sección es para seleccionar únicamente la primera y segunda película de cineastas para que los asistentes al festival descubran nuevos talentos, y con frecuencia son seleccionados posteriormente en competición oficial. Muchos grandes realizadores fueron descubiertos a pesar de que no pudiesen competir en esta Sección. En 1988 apareció la selección de cortometrajes (que no son necesariamente las primeras películas de sus autores). Solo una docena de largometrajes y diez cortos se seleccionan de manera que cada uno tiene mayor visibilidad.
Se otorga un gran premio a la mejor película de la sección. Hasta 2009, fue otorgado por los periodistas invitados, desde 2010, un jurado compuesto por cineastas y críticos recompensa la mejor película. Otras recompensas aparecieron en la década del 2000, pero estos son premios otorgados por socios u organizaciones externas.

### Quincena de Directores

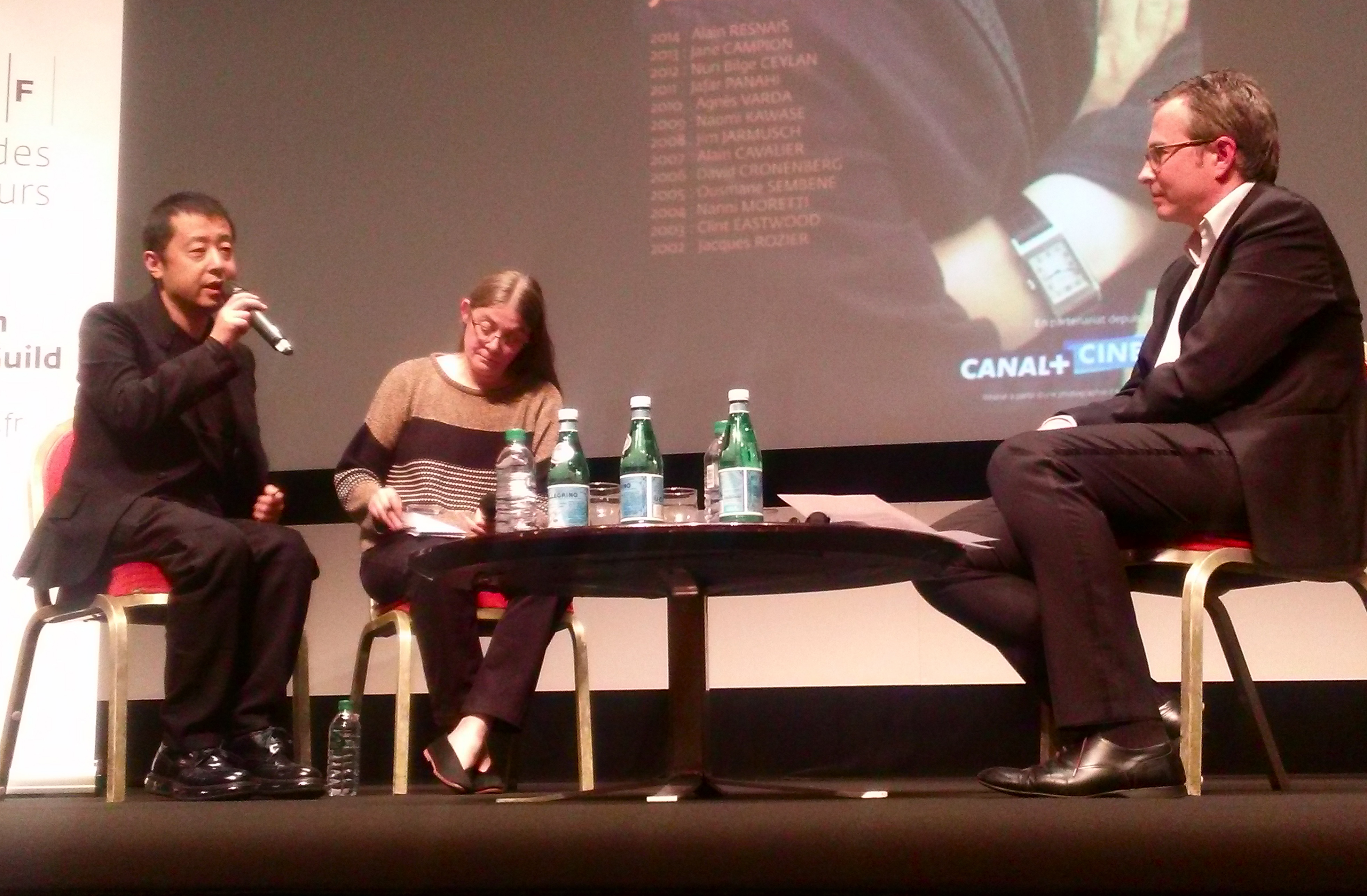
Jia Zhangke en la Quincena de Directores de 2015.

La sección no competitiva (Quincena de Directores) fue creada en 1969 por la sociedad cinematográfica. Esta surgió como un acto de solidaridad con los trabajadores en huelga después de los sucesos de mayo de 1968, que llevaron a la interrupción del festival ese mismo año. La quincena selecciona alrededor de veinte largometrajes y una docena de cortos, sin restricciones y de diferentes orígenes.
Con la excepción de la Cámara de oro y los premios otorgados por un jurado y socios independientes (como CICAE y el premio Europa Cinema), la sección no es competitiva. El único premio otorgado por la sociedad cinematográfica es el Golden Coach, un honor para un director.

### Cinéfondation
En 1998, Gilles Jacob creó la Cinéfondation para apoyar la creación de obras cinematográficas en el mundo y permitir a los nuevos realizadores codearse con las celebridades. Cada año, Cannes acoge a diez directores que ha realizado uno o dos cortometrajes de ficción. Desde su creación hasta 2007, 70 cineastas de unos 40 países han participado en el Festival. La Cinéfondation ofrece a los directores una residencia en París y ayuda para escribir un guion, además de 800 € al mes y libre acceso a varias habitaciones en París. Desde la década del 2000, se han proyectado más de 1000 películas para estudiantes, lo que refleja la diversidad y el dinamismo de los jóvenes realizadores.
El taller es una sección de la Cinéfondation, creada en 2005 para reunir a jóvenes directores con las grandes estrellas para la realización o distribución de sus películas.

## Ceremonia y protocolo
Durante una docena de días, la ciudad de Cannes es absorbida por el Festival. El centro de la ciudad se plaga de autoridades nacionales, el tráfico se altera y la trayectoria del transporte público cambia. La Promenade de la Croisette y el Palacio de Congreso del Festival son ocupados por más de 4500 periodistas acreditados. Durante las primeras dos semanas de mayo, la multitud fluye y se pone en marcha un protocolo de rigor. La primera noche es la ceremonia de apertura en la que el maestro/a de ceremonias presenta a los miembros del jurado e invita al escenario al equipo de la película elegida para abrir el festival. La elección de la película de apertura se centra en un trabajo destinado a atraer la máxima atención de los medios y el público, aunque no presagia la selección oficial. La proyección es seguida por una cena formal, cuyo costo es compartido tradicionalmente entre el festival y los productores o distribuidores de la película. El último día, la ceremonia de clausura pone fin al suspenso de la competencia y el presidente del jurado anuncia los nombres de los ganadores. Estos últimos obtienen su recompensa de las manos de una celebridad cinematográfica y tienen derecho a un discurso de agradecimiento. Se proyecta una película de clausura en presencia del equipo en una cena, apoyada por los productores y distribuidores, cerrando así el festival. Es de destacar que en 2014, la dirección decidió proyectar una película de cierre de repertorio, Por un puñado de dólares de Sergio Leone, presentada por Quentin Tarantino en honor al quincuagésimo aniversario de los spaghetti western
En general, se proyectan dos películas de la competencia cada día, con algunas excepciones para ciertas obras que tienen una sola proyección, se planean dos o tres proyecciones diarias para cada película. Solo una proyección se designa como oficial. Este última tiene lugar al final de la tarde o por la noche en el Auditorio Grand Lumière del Palais des Festivals, donde también tienen lugar las ceremonias de apertura y clausura. Hay que tener en cuenta que las sesiones de recuperación se organizan al día siguiente para los asistentes tardíos al festival. La prensa está invitada el día anterior para la proyección de estas mismas películas o para las sesiones matutinas abiertas a personas con una invitación oficial. Las proyecciones oficiales de la tarde y la noche se realizan en presencia del equipo de filmación y tienen lugar después de la famosa subida de las escaleras. Varios invitados acuden allí: estrellas, notables, profesionales, figuras políticas, representantes de los grupos socios del evento y líderes de organizaciones influyentes. Algunos aficionados al festival, incapaces de recibir invitaciones oficiales, esperan al pie de las escaleras a que unos pocos privilegiados se dignen a ofrecerles, pero pocos tienen suerte.
Además hay una entrada prioritaria para las proyecciones para la prensa. Las acreditaciones de los miles de periodistas, fotógrafos o editores presentes se dividen en cinco niveles estrictos que determinan el orden de entrada a la sala.
También hay diferentes niveles de acreditación para profesionales del cine. Las acreditaciones consideradas como las "menos importantes" son las "Cinéphiles de Cannes", reservadas para miembros de asociaciones dedicadas a la promoción del cine, personas que ejercen una actividad cinéfila regular y grupos escolares en la sección de Cine y Audiovisual en escuelas secundarias o universidades. Les resulta más difícil asistir a las proyecciones porque las autorizaciones que se les otorgan varían según la cuota de plazas disponibles. Durante la edición de 2009, las regulaciones cambiaron repentinamente y los "Cannes Cinéphiles", incluso con un boleto para proyecciones, ya no tenían los medios para ingresar al Palacio. No se da ninguna explicación para esta improvisada prohibición, pero simplemente parece que los lugares más altos del Festival de Cine de Cannes no consideran que "Cannes Cinéphiles" sea lo suficientemente importante como para beneficiarse de una tarifa de entrada. Muchos asistentes al festival consideran que esta decisión es un duro golpe para la cultura, ya que el Festival se priva brutalmente de miles de cinéfilos.
Desde principios de la década del 2000, el Festival ha tendido a abrirse más al público, gracias a que los directores han creado noches de proyecciones de varios largometrajes no competitivos en los que todos pueden participar. Además, los cines en la ciudad de Cannes, como La Licorne ubicada en La Bocca, están invitados a participar en el evento y abrir sus teatros a películas de la selección oficial.

## Influencias del festival

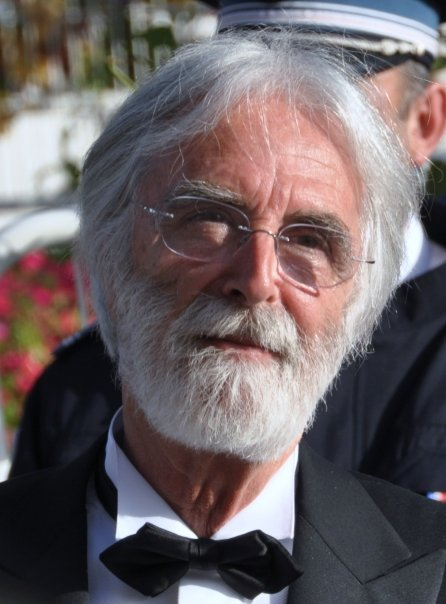
El director Michael Haneke, quien recibió la Palma de Oro en Cannes y reconocimientos también en los Premios Oscar, por la película Amor, de 2012.

El Festival de Cine de Cannes se ha convertido a lo largo de los años en una de las ceremonias cinematográficas más importantes del mundo. Es uno de los más prominentes eventos culturales en los medios de comunicación internacionales. Este mismo festival es reconocido por su interés público, y como el primer gran evento cultural internacional de la postguerra en 1972 por el Ministerio de Cultura de Francia.
La Palma de Oro se considera uno de los galardones cinematográficos más prestigiosos: un sello de calidad para el público francés e internacional; garantiza que su destinatario obtenga una reputación mundial, que encuentre fácilmente un distribuidor y se multiplique el número de espectadores en teatros. No es raro ver a las películas ganadoras en Cannes recibir, el año siguiente, varios premios y nominaciones en las ceremonias más importantes, incluidos los Premios Óscar. Por ejemplo, los casos de El Piano, de Jane Campion; El pianista, de Roman Polanski; The Artist, de Michel Hazanavicius, y Amor, de Michael Haneke.[cita requerida]

## Delegados generales
- Robert Favre le Beet
- Gilles Jacob
- Thierry Fremaux

## Premios
- Competición en la selección oficial
  - Palma de Oro
  - Gran Premio
  - Premio del Jurado
  - Palma de Oro al mejor cortometraje
  - Premio a la interpretación femenina
  - Premio a la interpretación masculina
  - Premio al mejor director
  - Premio al mejor guion

- Otras secciones
  - Un certain regard fue presentado para reconocer el talento joven y fomentar obras innovadoras y atrevidas, presentando una de las películas con una donación para ayudar a su distribución en Francia.
  - Premios Cinéfondation creado para inspirar y apoyar a la próxima generación de cineastas internacionales.
  - Cámara de oro, premio del Festival a la Mejor Ópera Prima, reconocimiento a las películas dirigidas por directores en su primera vez.

- Secciones independientes

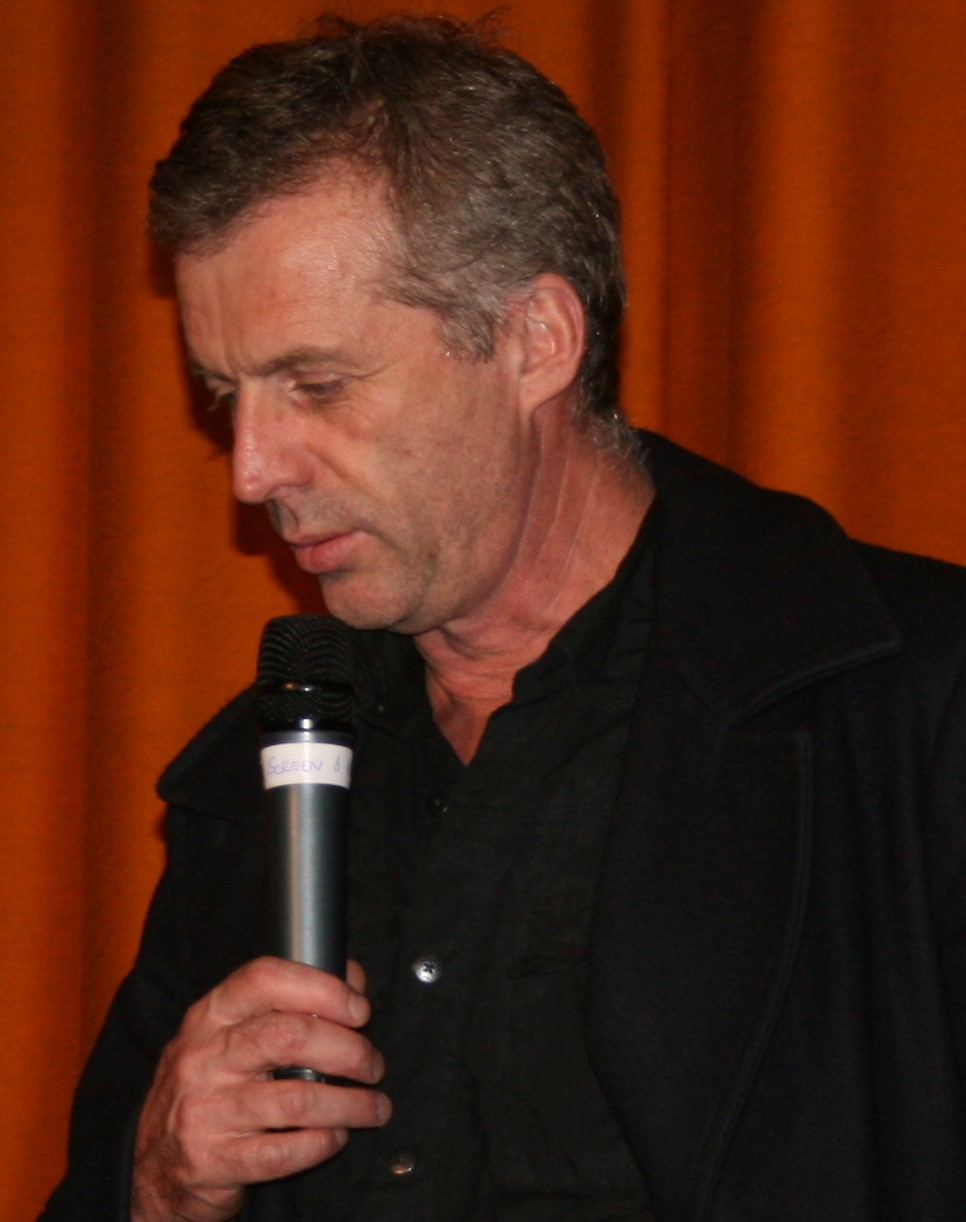
El director Bruno Dumont quien recibió dos veces el Gran Premio del Jurado de Cannes.

  - Premio FIPRESCI: la Federación Internacional de Críticos de Cine otorga premios a las películas de la sección principal de la competencia, Un Certain Regard y secciones paralelas.
  - Quincena de Realizadores.
  - Premio del Jurado Ecuménico reconoce a las películas seleccionadas en la selección oficial. El objetivo del premio es "honrar las obras de calidad artística que atestiguan el poder del cine para revelar las misteriosas profundidades de los seres humanos a través de lo que les preocupa, sus heridas y fracasos, así como sus esperanzas".
  - Premio François Chalais recompensa una película dedicada a los valores de la afirmación de la vida y el periodismo.
  - Premio Ojo Dorado se otorga al mejor documental presentado en una de las secciones del Festival.
  - Trophée Chopard es otorgado por un jurado de profesionales a dos jóvenes actores para reconocer y fomentar su carrera.
  - Palm Dog se otorga a la mejor actuación de un canino (en vivo o animado) o un grupo de caninos durante el festival.
  - Premio de la banda sonora de Cannes otorgado por el jurado del festival en una de las películas de la competencia a la mejor banda sonora.
  - Pierre Angénieux Excellens en cinematografía otorgado a los responsables de la cinematografía de las películas seleccionadas.

## Controversias
En los últimos años, una serie de controversias sexuales y de género han rodeado el Festival de Cine de Cannes. Estos incluyen el "Heelgate", en el que se impidió la entrada a numerosas asistentes femeninas de un estreno de alfombra roja en 2015 por usar zapatos de suela plana en lugar de tacones altos. El incidente provocó que numerosas celebridades femeninas usaran zapatos de suela plana o que no usaran zapatos en otros estrenos de la alfombra roja en una muestra de solidaridad y protesta.
Varios directores y productores de alto perfil también han sido acusados de acoso sexual y abuso en festivales pasados.
Como resultado de las controversias sexuales pasadas y el movimiento que surgió del escándalo de Harvey Weinstein, en 2018, los funcionarios del Festival de Cine de Cannes anunciaron la creación de una línea telefónica directa durante el festival en la que las víctimas podían denunciar incidentes de acoso sexual y otros crímenes. La línea directa está en colaboración con el gobierno francés.
La actriz y directora de cine italiana Asia Argento estremeció el Festival de Cannes en 2018 con su duro y reivindicativo discurso durante la entrega del premio a la mejor actriz. Un discurso con un claro mensaje para la industria cinematográfica tras los escándalos sobre abusos sexuales, que ella misma denunció y que volvió a recordar. "En 1997 fui violada aquí en Cannes por Harvey Weinstein. Yo tenía 21 años. Este festival era su coto de caza. Quiero hacer una predicción: Harvey Weinstein nunca más será bienvenido aquí", comenzó la directora ante el auditorio del teatro Lumière.
Weinstein era un habitual del certamen de la Costa Azul, que en 1994 vio premiada 'Pulp Fiction' con la Palma de Oro, y en esta primera edición desde que se desvelasen sus abusos el festival dejó claro que quería ser ejemplar. Para ello, entre otros gestos, repartió entre los acreditados un folleto en el que recordaba que el acoso conllevaba una pena de hasta tres años de prisión y 45.000 euros de multa, así como la reciente apertura de una línea telefónica en la que denunciar posibles abusos.
Según los informes, el delegado general Thierry Frémaux 'prohibió' selfies en la alfombra roja del festival en 2015.
En 2017, junto con los eventos del 70 aniversario del Festival, el tema de cambiar las reglas de la proyección teatral causó controversia. [30] En 2018, la aplicación de la proyección teatral en Francia resultó en que Netflix retirara sus películas del festival.

## Ceremonias
| Años |
| 1946 · 1947 · 1948 · 1949 · 1950 · 1951 · 1952 · 1953 · 1954 · 1955 · 1956 · 1957 · 1958 · 1959 · 1960 · 1961 · 1962 · 1963 · 1964 · 1965 · 1966 · 1967 · 1968 · 1969 · 1970 · 1971 · 1972 · 1973 · 1974 · 1975 · 1976 · 1977 · 1978 · 1979 · 1980 · 1981 · 1982 · 1983 · 1984 · 1985 · 1986 · 1987 · 1988 · 1989 · 1990 · 1991 · 1992 · 1993 · 1994 · 1995 · 1996 · 1997 · 1998 · 1999 · 2000 · 2001 · 2002 · 2003 · 2004 · 2005 · 2006 · 2007 · 2008 · 2009 · 2010 · 2011 · 2012 · 2013 · 2014 · 2015 · 2016 · 2017 · 2018 · 2019 · 2020 · 2021 · 2022 · 2023 · 2024 · 2025 |